# Partisanen vom Amur
Partisanen von Amur (auch Durchs Gebirge, durch die Steppe) ist der Titel der deutschen Version des russischen Kampfliedes По долинам и по взгорьям Po dolinam i po wsgorjam (auch Партизанская Partisanskaja).

## Geschichte
Das Lied in seiner jetzigen Form handelt vom Kampf der Roten Armee gegen die Provisorische Amur-Regierung unter der Führung des zaristischen Generals Wiktor Moltschanow am Ende des Russischen Bürgerkriegs in den Gebieten um Spassk-Dalni, Wolotschajewka Perwaja und Wladiwostok. Hierbei wird insbesondere der Sturm auf Wolotschajewka (in deutschen Versionen teils falsch als Wolotschajewska) vom 12. Februar 1922 unter Beteiligung der Partisanen besungen.
Der Ursprung des Liedes ist am Anfang des Ersten Weltkrieges zu finden. 1915 schrieb der russische Dichter Wladimir Giljarowski den Text als Marsch der Sibirischen Schützen (russisch Марш Сибирских стрелков). Im Russischen Bürgerkrieg schrieb der Dichter Batorin den Text 1918 zum Marsch des Drosdowski-Regimentes (russisch Марш Дроздовского полка) um. Regimentskommandeur Anton Turkul ließ am 27. Juni 1919 diesen Text durch den Komponisten Dmitri Pokrass in Charkiw vertonen. Bereits am 29. Juni wurde das Lied auf dem Bankett zu Ehren der Eroberung der Stadt durch die Weiße Armee aufgeführt. Das Lied ist damit einem Regiment der Weißen Armee gewidmet.
Auch die Machnobewegung nutzte die populäre Melodie zu ihren Zwecken. In der Hymne der Machnobewegung (russisch Гимн махновцев) wird auf Vorkommnisse zwischen Bolschewiki und Machnowisten eingegangen. Unter anderem wird die Unterzeichnung des Friedensvertrages von Brest-Litowsk mit dem Deutschen Reich kritisiert.
Im Jahr 1922 nutzte der bolschewistische Dichter Pjotr Parfjonow die populäre Melodie und unterlegte ihr einen neuen Text. Sein Marsch der fernöstlichen Partisanen (russisch Марш дальневосточных партизан) ist der zweiten Amur-Division gewidmet, die am Sturm auf Wolotschajewka beteiligt war. In seinem Manuskript schrieb der Autor über die Entstehung des Liedes, dass er es Sergei Laso gewidmet habe, den nach einer in diesem Jahr aufgekommenen Legende während des Bürgerkriegs im Jahr 1920 die Weißen als Kriegsgefangenen in der Feuerbüchse einer Dampflokomotive lebendig verbrannt haben sollen.
1929 nahm der Chor des Alexandrow-Ensembles das Partisanenlied in sein Repertoire auf, wobei Parfjonows Text durch den Lyriker Sergei Alymow bearbeitet wurde. Als Komponist wurde der Kompaniechef des Ukrainischen Wehrbezirks Ilja Aturow genannt, aus dessen Mund Alexandrow die Melodie des Liedes gehört hatte.
Da Alymow dieses Lied bearbeitet hatte, wurde er lange Zeit als Urheber genannt. 1934 erschien jedoch ein Artikel in der Zeitung Iswestija, der den wahren Autor, nämlich Parfjonow, nannte. Leider konnte die wahre Urheberschaft nie endgültig geklärt werden, da Parfjonow 1937 im Zuge der Stalinistischen Säuberungen erschossen wurde. Im Jahre 1962 bestätigte jedoch ein Gericht Parfjonow als Urheber des Liedes.
Diese Version war Grundlage zahlreicher Übersetzungen. Die bekannteste deutsche Version stammt von Ernst Busch.

## Text
| Russischer Text | Deutsche Übersetzung |
| --- | --- |
| По долинам и по взгорьям Шла дивизия вперёд, Чтобы с боя взять Приморье — Белой армии оплот Наливалися знамена Кумачом последних ран, Шли лихие эскадроны Приамурских партизан. Этих лет не смолкнет слава, Не померкнет никогда — Партизанские отряды Занимали города. И останутся, как в сказках, Как манящие огни Штурмовые ночи Спасска, Волочаевские дни. Разгромили атаманов, Разогнали воевод И на Тихом океане Свой закончили поход. | Durchs Gebirge, durch die Steppe zog unsre kühne Division \|: hin zur Küste, dieser weißen, heiß umstrittenen Bastion. :\| Rot vom Blut wie unsere Fahne war das Zeug. Doch treu dem Schwur, \|: stürmten wir, die Eskadronen, Partisanen vom Amur. :\| Kampf und Ruhm und bittere Jahre! Ewig bleibt im Ohr der Klang, \|: das Hurra der Partisanen, als der Sturm auf Spassk gelang. :\| Klingt es auch wie eine Sage, kann es doch kein Märchen sein: \|: Wolotschajewka genommen! Rotarmisten zogen ein. :\| Und so jagten wir [das Pack] zum Teufel, General und Ataman. \|: Unser Feldzug fand sein Ende erst am Stillen Ozean. :\| |

## Sonstiges
Das Lied war die Erkennungsmelodie von Radio Stiller Ozean aus Wladiwostok. Die Uhr am Gebäude des Hauptpostamtes in Wladiwostok spielt die Melodie dieses Liedes zu jeder vollen Stunde.

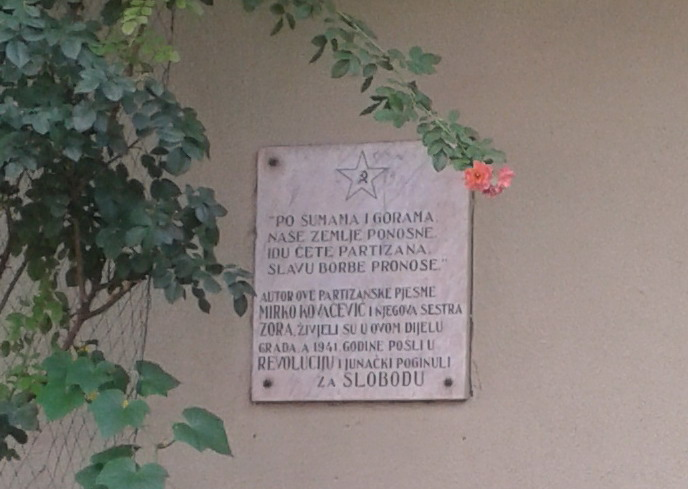
Gedenktafel für Mirko Kovačević und dessen Schwester Zora, als Autoren des Liedtextes По шумама и горама in Banja Luka (2012).

Im ehemaligen Jugoslawien war es mit anderem Liedtext unter dem serbokroatischen Titel По шумама и горама Po šumama i gorama, deutsch ‚In den Wäldern und Bergen‘ als Lied der jugoslawischen Tito-Partisanen und späteren Jugoslawischen Volksarmee bekannt. Als Autoren des serbischsprachigen Textes gelten der Student Mirko Kovačević und dessen Schwester Zora aus Banja Luka. Kovačević fiel 1941 als Tito-Partisan in Kämpfen um Mrkonjić Grad.